# Dmitrij Mendelejev

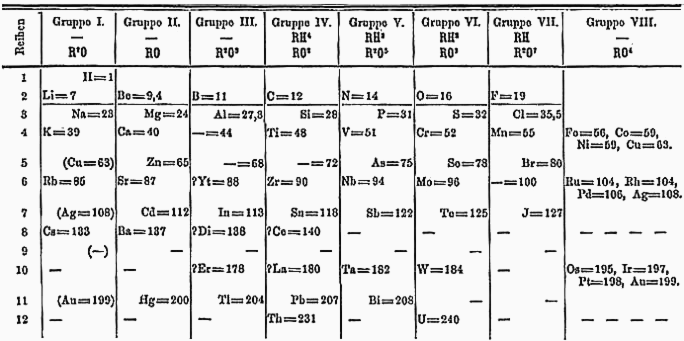
Dimitrij Mendelejevs periodiska system från 1871 med luckor (-) för ytterligare ämnen.

Dmitrij Ivanovitj Mendelejev (ryska: Дмитрий Иванович Менделеев, uttal [dmʲitrʲɪj ɪˈvanəvʲɪtɕ mʲɪndʲɪˈlʲejɪf]), född 8 februari 1834, död i lunginflammation 2 februari 1907, var en rysk kemist och professor, som blev berömd som upphovsmannen till det periodiska systemet. Mendelejev var också den som först beskrev fenomenet kritisk temperatur, som han kallade ”en vätskas absoluta kokpunkt”.

## Biografi
Mendelejev föddes i närheten av Tobolsk i Sibirien som den yngste av 11–17 barn (uppgift om antalet varierar, men troligast är 17, varav ej alla överlevde, därav de varierande uppgifterna) till Marija Dmitrijevna Mendellejeva, född Korniljeva, och Ivan Pavlovitj Mendelejev (1783–1847). Fadern blev blind och fick avsluta sin lärartjänst med följd att familjen fick det mycket påvert. Modern öppnade en glasfabrik för försörjning, vilken emellertid brann och efter faderns död i TBC flyttade modern med sonen 1849 via Moskva till Sankt Petersburg där han påbörjade universitetsstudier 1850. Under barnaåren hade en ingift dekabrist väckt intresset för och lärt Mendelejev de första grunderna av naturvetenskapen. I samband med sin mors död strax efter sina avslutade studier förvärrades hans tuberkulos och han flyttade på läkares inrådan till Simferopol på Krim vid Svarta havet där han fick anställning som vetenskaplig lärare. När Krimkriget bröt ut begav han sig till Odessa för att därefter vid 22 års ålder återvända till Sankt Petersburg som oavlönad privatdocent i kemi vid universitetet.
Mendelejev beskrivs i källan "Sigma" som originell, vänlig och sympatisk fast nyckfull och lättstött person. Han var för sin tid och land liberal men gav sig inte in i politiken. Kvinnor behandlade han som jämlikar i deras kamp för arbete och undervisning och tvekade inte att anställa kvinnor på sitt kontor samt ge dem tillträde till sina föreläsningar på universitetet.
Mellan 1859 och 1861 studerade han i Paris och Heidelberg där han bland annat undersökte gasers olika egenskaper. Han återvände till Ryssland 1863 och gifte sig där med Feozva Nikititjna Lesjtjova, med vilken han fick två barn. Äktenskapet upplöstes och Mendelejev gifte om sig med Anna Ivanovna Popova och fick med henne två döttrar och två söner.
Han var professor vid polytekniska institutet i Sankt Petersburg 1864–1866 och vid universitetet i Sankt Petersburg 1867–1890. År 1893 utnämndes han till chef över Byrån för mått och vikt.
Mendelejev valdes in som ledamot av Kungliga Vetenskapsakademien år 1905 och grundämne nummer 101, Mendelevium är uppkallat efter honom. 

## Periodiska systemet
Om grundämnena ordnas efter stigande atomnummer i en serie och denna på lämpligt sätt indelas i perioder som skrivs under varandra, visar sig det märkliga förhållandet att grundämnena i de lodräta kolumnerna är besläktade. Med stigande atomnummer ändras grundämnenas egenskaper och återkommer periodiskt. Då Mendelejev uppställde sitt schema var han tvungen att lämna flera platser tomma, för att fysikaliskt likartade grundämnen skulle komma att stå under varandra. Från detta förutsade han existensen och egenskaperna av flera då okända grundämnen som senare bekräftades.
Upptäckten att grundämnenas egenskaper varierade periodiskt med stigande atomvikt gjorde Mendelejev när han arbetade på läroboken Kemins grundvalar 1867–1871. Den brittiske kemisten John Newlands hade 1866 presenterat sina idéer om grundämnenas oktaver vilket sammanföll med mycket av Mendelejevs egna resultat. Han presenterade sin första version av periodiska systemet med de 63 då kända grundämnena för det Ryska kemistsamfundet i mars 1869.  Den form i vilken det senare blev berömt uppställde han i mars 1871 i uppsatsen Die periodische Gesetzmässigkeit der chemischen Elemente i Annalen der Chemie und Pharmacie.
Oberoende av Mendelejev hade den tyske kemisten Lothar Meyer gjort samma upptäckter nästan samtidigt med Mendelejev, men han publicerade sina resultat först 1870.
En jämförelse mellan Mendelejevs förutsägelser och Winklers analys ur Berichte der Deutschen Chemischen Gesellschaft, 1906, bd 39, s. 4534. (Tabell hämtad ur Sigma, sida 652)
| Fysikalisk egenskap      | Mendellejevs antaganden | Winklers analys |
| ------------------------ | ----------------------- | --------------- |
| Namn                     | Eka-kisel               | Germanium       |
| Atomvikt                 | 72                      | 72,32           |
| Täthet                   | 5,5                     | 5,47            |
| Atomvolym                | 13                      | 13,22           |
| Valens                   | IV                      | IV              |
| Specifik värme           | 0,073                   | 0,076           |
| Dioxidens specifika vikt | 4,7                     | 4,703           |
| -"- molekylarvolym       | 22                      | 22,16           |
| Tetrakloridens kokpunkt  | <100 °C                 | 86 °C           |
| -"- specifika vikt       | 1,9                     | 1,887           |
| -"- molekylarvolym       | 113                     | 113,35          |

Ekakisel var Mendelejevs beteckning på vad som efter upptäckten kom att heta germanium.

## Övrig verksamhet
Mendelejev ägnade stort intresse åt tekniska tillämpningar av kemin, bedrev lantbrukskemisk forskning och arbetade intensivt för ett rationellt utnyttjande på vetenskaplig grund av Rysslands tillgångar på kol, petroleum, mineral och salter. 
Mendelejev besökte världsutställningen Centennial Exposition i Philadelphia i USA 1876 på uppdrag av den ryska regeringen och reste runt i västra Pennsylvania för att studera den amerikanska petroleumindustrin. Han rekommenderade att oljefyndigheterna i Baku skulle exploateras av privata entreprenörer, som till exempel bröderna Ludvig Nobel och Robert Nobel med företaget Branobel, men kritiserade senare industrin för att okritiskt ta efter amerikanska metoder som inte var anpassade till den ryska oljan.

## Eftermäle

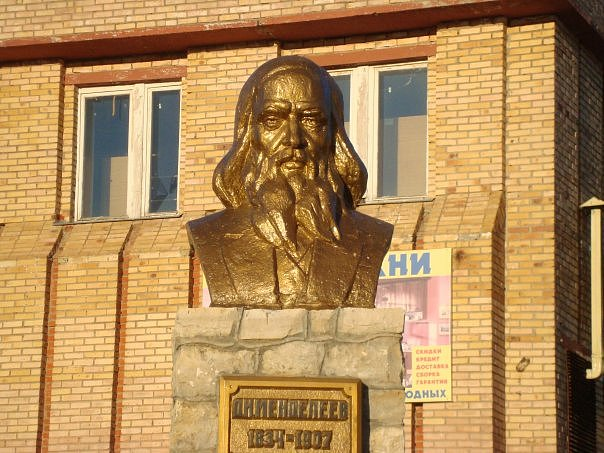
Byst av Mendelejev i Mendeléjevsk.

Mendelejev har uppmärksammats på olika sätt. 
I Ryssland är bland annat staden Mendeléjevsk i delrepubliken Tatarstan och tunnelbanestationen Mendelejevskaja i Moskva uppkallat efter honom liksom mineralet mendeleevit.
Nedslagskratern Mendeleev på månens baksida och asteroiden 2769 Mendeleev fått namn efter honom och både på Svalbard och i Antarktis finns glaciärer med hans namn.
Mendelejevs arkiv och bibliotek förvaras på Sankt Petersburgs universitet.